# Viejos tiempos
Viejos tiempos (Old Times en su título original) es una obra de teatro en dos actos del dramaturgo británico Harold Pinter, estrenada en 1971.

## Argumento
Drama en el que el autor se adentra en la forma en que la imaginación puede influir sobre los recuerdos personales. El matrimonio formado por Deeley y Kate reciben la vista de Anna, una antigua amiga y compañera de juventud de la esposa. Ambas rememoran sus atrevidas andanzas de la época en que ambas eran secretarias en Londres para asombro del marido, que se siente cada vez más atraído por la visitante. En un momento de ausencia de Kate, su marido confiesa a Anna creer recordarla en una fiesta en la que intentó seducirla, aunque ella lo niega. Cuando regresa Kate, Anna reconoce haber sido pretendida de forma grosera por un hombre años antes cuando además, llevaba puesta la ropa interior de Kate. Ésta no niega que hubiera prestado la lencería pero de pronto señala que tiene recuerdos de ver a Anna muerta. El cuerpo, cubierto de polvo, desapareció a la llegada de un hombre, que finalmente propuso matrimonio a la propia Kate.

## Representaciones destacadas
- Aldwych Theatre, Londres, 1 de junio de 1971. Estreno
  - Dirección: Peter Hall.
  - Intérpretes: Colin Blakely (Deeley ), Vivien Merchant (Anna), Dorothy Tutin (Kate).

- Billy Rose Theatre, Broadway, Nueva York, 1971.
  - Dirección: Peter Hall.
  - Intérpretes: Robert Shaw (Deeley ), Rosemary Harris (Anna), Mary Ure (Kate).

- Théâtre Montparnasse, París, 1971. (C'était hier).
  - Dirección: Jorge Lavelli.
  - Intérpretes: Jean Rochefort (Deeley ), Françoise Fabian (Anna), Delphine Seyrig (Kate).

- Thalia Theater, Hamburgo, 1972. (Alte Zeiten).
  - Dirección: Hans Schweikart.
  - Intérpretes: Boy Gobert (Deeley ), Ursula Lingen (Anna),  Ingrid Andree (Kate).

- Teatro di Roma, 1973. (Tanto Tampo Fa)
  - Dirección: Luchino Visconti.
  - Intérpretes:  Umberto Orsini (Deeley ), Adriana Asti, Valentina Cortese.

- Teatro Eslava, Madrid, 1974.[1]
  - Traducción y Dirección: Luis Escobar.
  - Intérpretes: Paco Rabal (Deeley ), Irene Gutiérrez Caba (Anna), Lola Cardona (Kate).

- Theatre Hebertot, París, 1982
  - Dirección: Sami Frey.
  - Intérpretes: Sami Frey (Deeley ), Carole Bouquet (Anna), Christine Boisson (Kate).

- Theatre Royal, Haymarket, Londres, 1985.
  - Dirección: David Jones.
  - Intérpretes: Michael Gambon (Deeley ), Liv Ullmann (Anna), Nicola Pagett (Kate).

- Wyndhams Theatre, Londres, 1995.
  - Dirección: Lindy Davies.
  - Intérpretes: Leigh Lawson (Deeley ), Carol Drinkwater (Anna), Julie Christie (Kate).

- Donmar Warehouse, Londres, 2004.
  - Dirección: Roger Michell.
  - Intérpretes: Jeremy Northam, Helen McCrory, Gina McKee.

- Lansburgh Theatre, Washington, 2011.[2]
  - Dirección: Ian Rickson.
  - Intérpretes: Steven Culp (Deeley ), Holly Twyford (Anna), Tracy Lynn Middendorf (Kate).

- Teatro Español, Madrid, 2012.[3]
  - Dirección: Ricardo Moya.
  - Intérpretes: José Luis García Pérez (Deeley ), Emma Suárez (Anna), Ariadna Gil (Kate).

- Harold Pinter Theatre, Londres, 2013.[4]
  - Dirección: Ian Rickson.
  - Intérpretes: Rufus Sewell (Deeley ), Kristin Scott Thomas (Anna), Lia Williams (Kate).